# Craspedosis cyanauges
Craspedosis cyanauges là một loài bướm đêm trong họ Geometridae.